# Dactylopleustis echinoicus
Dactylopleustis echinoicus är en kräftdjursart som beskrevs av Tsvetkova 1975. Dactylopleustis echinoicus ingår i släktet Dactylopleustis och familjen Pleustidae. Inga underarter finns listade i Catalogue of Life.